# Тирахи
Тирахи (Tirahi) — почти исчезнувший дардский язык, на котором говорит дардский народ кохистани, проживающий в деревне Нангархар (к западу от Хайберского прохода, к юго-востоку от города Джелалабад) в Афганистане. Тирахи более тесно связан с языками группы кохистани. Большинство населения перешло на южный диалект языка пушту. Вполне вероятно, что этот язык является вымершим. Тирахи — «группа неясного происхождения, почти полностью ассимилированная пуштунами» (Пструсинска 1990).